# Festival d'Angoulême 1987
Le Festival d'Angoulême 1987 est le 14e Salon international de la bande dessinée, qui a eu lieu les 30, 31 janvier et 1er février 1987 à Angoulême.

## Palmarès
- Alfred meilleure BD de l'année : Vic Valence - Une nuit chez Tennessee - Jean-Pierre Autheman (Glénat)
- Alfred du meilleur album étranger Un été indien - Milo Manara - Hugo Pratt (Casterman)
- Alfred premier album Jo Engo - La grande fièvre - Denis Frémond (Albin Michel)
- Alfred enfant, décerné par des élèves de 5e : Tendre banlieue - La briqueterie - Tito
- Alfred moins de 12 ans : Leonid Beaudragon - Le fantôme du Mandchou fou - Didier Savard/Jean-Claude Forest (Bayard)
- Alfred communication publicitaire : Félix et le bus - union des transports publics, avec Jean-Luc Fromental, Frank Margerin, Pirus, Jean-Claude Denis, Floc'h, Loustal, Serge Clerc, Jano, Yves Chaland (agence Kiss)
- Alfred fanzine : Champagne
- Alfred avenir : O'Groj (Angoulême)
- Alfred scolaire : Nicolas Marlet (Toulouse)
- Prix Bloody Mary de l'ACBD : Soviet Zig Zag - Jean-Louis Tripp/Marc Barcelo (Milan)
- Prix Lucien : Le nain jaune - Jean-Claude Denis (Casterman)
- Prix Antenne 2 : Jefferson - Ptiluc (Vents d'Ouest)
- Prix de la BD chrétienne : Raoul Follereau : le vagabond de la charité - Bruno Le Sourd (collection « les grandes heures des chrétiens »)
- Prix Témoignage Chrétien : Route vers l'enfer - Daniel Goossens (Audie)
- Prix des lecteurs de Libération : Sambre (t1) : Plus ne m'est rien - Yslaire/Balac (Glénat)

Le Grand prix national des arts graphiques est remis à André Franquin.

## Grand prix de la ville
- Enki Bilal

## Affiche
- Jacques Lob

## Thème
- « Bulle en tête »

## Jury
Jacques Lob, Jean-Michel Boucheron, Jacqueline Joubert, Bruno Frappat, Robert Escarpit, Pierre Veilletet, Jean-Paul Morel, Jean-Pierre Cliquet, Ivan Drapeau, Monique Bussac, Adrienne Krikorian, François Pierre, Dominique Bréchoteau, Pierre Pascal